# Chu Điên
Chu Điên (chữ Hán: 周顛), không rõ năm sinh năm mất, không rõ tên, vì hành vi điên dại mà gọi như vậy, người Kiến Xương , không rõ là đạo sĩ hay tăng nhân, hoạt động vào cuối đời Nguyên, đầu đời Minh, được Minh Thái Tổ ca ngợi là tiên.

## Cuộc đời
Ông là hậu duệ của Chu Đôn Di. Năm 14 tuổi, phát bệnh rồ, đi ăn xin trong chợ ở Nam Xương, nói năng lung tung, mọi người cho là kẻ điên. Khi trưởng thành, ra vẻ kỳ lạ, đến gặp quan viên địa phương, nói "Cáo thái bình". Bấy giờ thiên hạ còn yên, nên mọi người không hiểu gì cả.
Về sau Trần Hữu Lượng chiếm Nam Xương, ông tránh đi. Chu Nguyên Chương hạ được Nam Xương, ông đứng ở bên đường xin gặp. Nguyên Chương về Kim Lăng, ông cũng đi theo. Ngày kia, Nguyên Chương ra ngoài, ông xin gặp. Hỏi "Có việc gì?" thì đáp "Cáo thái bình", rồi nhiều lần làm vậy. Nguyên Chương ghét, đem bỏ vào chum, chất củi để đun. Củi cháy hết, mở chum thì thấy ông chẳng sao cả, trên đầu chỉ ra mồ hôi mà thôi. Nguyên Chương lấy làm lạ, cho ông ăn nhờ ở chùa Tương Sơn. Có tăng nhân đến báo ông cùng Sa di (chú tiểu) tranh cơm, giận mà không ăn đã nửa tháng. Nguyên Chương đi thăm, thấy ông không có vẻ đói. Nguyên Chương cho làm một bữa thật thịnh soạn, sau khi no nê thì đem giam trong một căn phòng trống, không cho ăn nữa. Một tháng sau, Nguyên Chương đi thăm, thấy ông vẫn vô sự. Các tướng sĩ tranh nhau dâng cơm rượu, ông đều nhổ vào, Nguyên Chương cùng ăn thì không nhổ.
Chu Nguyên Chương sắp đi đánh Trần Hữu Lượng, hỏi: "Việc này có làm được không?" Đáp: "Được!" Lại hỏi: "Hắn đã xưng đế, đánh có khó lắm không?" Ông ngửa lên nhìn trời, rồi nghiêm mặt đáp: "Trên trời không có chỗ dành cho ông ta." Nguyên Chương dắt theo quân, thuyền đến An Khánh, không có gió, sai sứ đến hỏi, đáp: "Đi ắt có gió!" Nguyên Chương mệnh cho kéo thuyền đi, trong chốc lát thì gió nổi lớn, đại quân thẳng tiến đến Tiểu Cô. Nguyên Chương lo ông nói càn làm rối lòng quân, sai người coi giữ. Đến Giang Đồn, ông giỡn nước mà nói: "Thủy quái xuất hiện, tổn thất nhiều người lắm." Người coi giữ báo lại, Nguyên Chương ghét lắm, ném ông xuống Chư Giang. Quân đến Hồ Khẩu, ông lại đến, xin ăn. Nguyên Chương cùng ăn với ông, ăn xong, lập tức chỉnh đốn y trang để đi xa, rồi từ biệt. Bình xong Hữu Lượng, Nguyên Chương sai sứ đi Lư Sơn để tìm, không được, ngờ là đã lên tiên. Năm Hồng Vũ thứ 26 (1393), Minh Thái Tổ đích thân chép lại cố sự về Chu Điên .